# Velzeke-Ruddershove
Velzeke-Ruddershove är en ort i Belgien.   Den ligger i provinsen Östflandern och regionen Flandern, i den centrala delen av landet, 40 km väster om huvudstaden Bryssel. Velzeke-Ruddershove ligger 41 meter över havet och antalet invånare är 3 154.
Terrängen runt Velzeke-Ruddershove är platt. Runt Velzeke-Ruddershove är det tätbefolkat, med 383 invånare per kvadratkilometer.. Närmaste större samhälle är Gent, 19,1 km norr om Velzeke-Ruddershove. 
Omgivningarna runt Velzeke-Ruddershove är en mosaik av jordbruksmark och naturlig växtlighet.